# Цільшлахт-Зіттердорф
Цільшлахт-Зіттердорф (нім. Zihlschlacht-Sitterdorf) — громада  в Швейцарії в кантоні Тургау, округ Вайнфельден.

## Географія
Громада розташована на відстані близько 155 км на північний схід від Берна, 29 км на схід від Фрауенфельда.
Цільшлахт-Зіттердорф має площу 12,2 км², з яких на 11,6% дозволяється будівництво (житлове та будівництво доріг), 71,3% використовуються в сільськогосподарських цілях, 16,3% зайнято лісами, 0,8% не є продуктивними (річки, льодовики або гори).

## Демографія
2019 року в громаді мешкало 2442 особи (+17,3% порівняно з 2010 роком), іноземців було 13,8%. Густота населення становила 200 осіб/км².
За віковим діапазоном населення розподілялося таким чином: 22,4% — особи молодші 20 років, 62,1% — особи у віці 20—64 років, 15,5% — особи у віці 65 років та старші. Було 987 помешкань (у середньому 2,4 особи в помешканні).
Із загальної кількості 1316 працюючих 106 було зайнятих в первинному секторі, 206 — в обробній промисловості, 1004 — в галузі послуг.